# Aeroporto di Annaba-Rabah Bitat
L'aeroporto di Annaba-Rabah Bitat (IATA: AAE, ICAO: DABB), precedentemente noto come Aeroporto El Mellah (o, nella traduzione dall'arabo Aeroporto les Salines, dal nome dai laghi salati che si trovano nella zona) è un aeroporto internazionale algerino situato 9 km a sud di Annaba. È intitolato a Rabah Bitat, (1925-2000), presidente dell'Algeria nel 1978.

## Caratteristiche

### Terminal
Il terminal ha una capacità annua di circa 500.000 passeggeri. Sono in corso lavori per il suo ammodernamento.

## Statistiche
|                | 2001    | 2002    | 2003    | 2004    | 2005    |
| -------------- | ------- | ------- | ------- | ------- | ------- |
| Passeggeri     |         |         |         |         |         |
| Totale         | 416,022 | 435,451 | 349,008 | 348,503 | 360,121 |
| Nazionali      | 316,751 | 331,580 | 239,114 | 247,855 | 250,285 |
| Internazionali | 99,271  | 103,871 | 109,894 | 100,648 | 109,836 |
| Cargo          |         |         |         |         |         |
| Totale         | 302.750 | 357.270 | 329.148 | 328.180 | 359.217 |
| Nazionale      | 185.532 | 180.773 | 147.519 | 215.883 | 237.124 |
| Internazionale | 117.218 | 176.497 | 181.629 | 112.297 | 122.093 |
| Movimenti      |         |         |         |         |         |
| Totale         | 9,060   | 6,468   | 6,071   | 5,995   | 6,203   |
| Nazionali      | 8,089   | 5,439   | 4,849   | 4,893   | 5,041   |
| Internazionali | 971     | 1,029   | 1,177   | 1,102   | 1,162   |